# Manakana (Antanambao Manampotsy)
Manakana è una città e comune del Madagascar situata nel distretto di Antanambao Manampotsy, regione di Atsinanana. 
La popolazione del comune rilevata nel censimento 2001 era pari a 7 275 unità.